# Kap Gray
Kap Gray är en udde i Grönland (Kungariket Danmark). Den ligger i den norra delen av Grönland, 2 000 km norr om huvudstaden Nuuk.
Terrängen inåt land är varierad. Havet är nära Kap Gray västerut.  Det finns inga samhällen i närheten. Trakten runt Kap Gray är permanent täckt av is och snö.